# Cuộc không kích Sudan 2009
Trong tháng 1 và 2 năm 2009, có một loạt các vụ không kích vào Sudan và một tại Biển Đỏ, do Israel tiến hành nhắm vào các võ khí của Iran được đưa lén vào Dải Gaza băng qua Sudan.

## Không kích
Đoàn xe chở theo tên lửa của Iran cung cấp cho Hamas. Chúng được chuyển bằng đường biển từ Iran qua Sudan, rồi đi đường bộ qua Ai Cập để từ đó vào Gaza. Các máy báy của Israel đã tấn công đoàn xe, tại khu vực phía bắc Sudan, bị nghị ngờ là vận chuyển vũ khí lậu tới Gaza trong thời gian nước này tiến hành chiến dịch quân sự tấn công Gaza. Chiến dịch do máy bay có người lái. Theo đó, có hàng chục máy bay tham gia chiến dịch. Những chiến đấu cơ ném bom F-16 đảm nhận nhiệm vụ tấn công đoàn xe. Còn F-15 sẽ bay vòng phía trên đề phòng máy bay đối phương. Sau đợt tấn công đầu tiên, máy bay không người lái trang bị máy thu hình độ phân giải cao được điều đến để kiểm tra thiệt hại. Sau khi nhận thấy đoàn xe chưa bị tiêu diệt hoàn toàn, F-16 thực hiện đợt tấn công thứ hai. 17 chiếc trong đoàn xe bị tiêu diệt cùng 39 người áp tải.

## Kỹ thuật
Có khả năng rất lớn là Israel đã sử dụng máy bay không người lái cho vụ không kích. Họ có thể có đặc tình ở cảng Sudan và báo tin về chuyến hàng. Mất khoảng 10 tiếng để một chiếc máy bay không người lái bay từ Israel đến biên giới Ai Cập-Sudan. Dùng máy bay không người lái cho những phi vụ này là một lựa chọn hợp lý. Vì nó rẻ hơn sử dụng máy bay có người lái. Ngoài ra, nó có thời gian hoạt động lâu hơn, cho phép máy bay không người lái bay vòng quanh trên bầu trời và chờ đợi mục tiêu xuất hiện.
Loại máy bay không người lái được sử dụng có thể là Heron TP, một loại máy bay không người lái cỡ lớn, nặng 4,6 tấn, trang bị động cơ mạnh đến 1200 mã lực. Nó có thể hoạt động ở độ cao 15 km, cao hơn trần bay của các phi cơ dân dụng, do đó không phải lo lắng về các quy định an toàn hàng không. Heron có sức tải 1 tấn, thời gian hoạt động lên đến 36 tiếng. Nó có thể được trang bị 8 tên lửa Spike ER hoặc Hellfire. Rất có thể có nhiều chiếc Heron được sử dụng cùng lúc để có thể tiêu diệt toàn bộ đoàn công voa như vậy.

## Phản ứng
Sudan cho rằng, Israel đã đứng đằng sau hai vụ không kích. Phát ngôn viên của Bộ Ngoại giao Sudan Ali al-Sadig nói, Sudan cố gắng điều tra làm sáng tỏ vụ việc và nhiều khả năng Israel liên quan đến vụ việc này. Tuy nhiên, theo ông al-Sadig, Sudan sẽ không phản ứng trong khi cuộc điều tra được tiến hành. Sau đó, vẫn chưa khẳng định được Israel đã tiến hành các vụ không kích đó.
Thủ tướng Israel Ehud Olmert cũng nói, Israel "hành động tại bất cứ nơi nào có thể" để tấn công kẻ thù của mình và tiêu diệt khủng bố nhưng không đề cập cụ thể đến cuộc không kích tại Sudan.